# 上奧地利應用科技大學
上奧地利應用科技大學（德語：FH Oberösterreich），是一家位於奧地利的大學，前身是上奧地利州高等專業學院。上奧地利應用科學大學是奧地利最大的综合公立應用科技大學，也是高等教育體系的組成部分，於上奧地利州中部地區的四個校區提供創新和跨學科的學位，致力滿足區域科學研究需求。